# 陶夏新
陶夏新（1949年10月—），生于北京，祖籍河南新野，汉族，中华人民共和国政治人物、第十一届全国政协委员。
加入九三学社，担任九三学社中央常委、黑龙江省委主委、黑龙江省政协副主席。2008年，当选第十一届全国政协委员，代表九三学社，分入第十二组。